# Арисмендиарриета, Хосе Мария
Хосе Мария Арисмендиарриета Мадариага (исп. José María Arizmendiarrieta Madariaga), сокращённо Арисменди (22 апреля 1915 — 29 ноября 1976) — католический священник, основатель Мондрагонского кооперативного движения в Стране Басков.
Арисмендиарриета был старшим сыном в семье со скромным достатком. В возрасте двенадцати лет он вступил в богословскую подготовительную школу. Когда началась гражданская война в Испании, он, как и многие баски, поддерживал республиканцев против Франсиско Франко, другие баски (традиционалисты) воевали против республиканского правительства. В детстве в результате несчастного случая он потерял глаз, поэтому не мог быть солдатом. Вместо этого он работал журналистом для газет на баскском языке. За это франкисты арестовали его после войны и он был приговорён к смерти. Согласно легенде, он избежал расстрела только из-за административной оплошности. Освобождённый, он вернулся к своей учёбе в Витории и принял духовный сан.
Арисменди хотел продолжать своё обучение в Бельгии, но был назначен в приход в 50 километрах от
его родного города. Он прибыл в Мондрагон в феврале 1941 года 26-летним, только что
рукоположённым в священники, и увидел город, страдающий от последствий гражданской войны,
с высоким уровнем безработицы. Местный священник был убит силами Франко.
Арисменди не произвёл впечатления на свою новую паству. Их одноглазый священник читал плохо.
Один прихожанин описал его так: «Он говорил монотонным голосом со сложными повторяющимися
и трудными для понимания фразами. Он почти никогда не читал с изяществом». Сначала они просили
епископа заменить его. Тем не менее, он был полон решимости найти способ помочь своей пастве
и понял, что экономическое развитие — создание рабочих мест — является ключом к решению других
проблем города. Кооперативы являлись лучшим способом достижения этой цели. Кооперативы, как
потребительские так и производственные, а также организации взаимопомощи имели давнюю традицию
в Стране Басков, но угасли после войны.
Арисменди однажды сказал: «Те, кто предпочитают делать историю, и самим менять ход событий имеют
преимущество над теми, кто решает пассивно ждать результатов перемен».
В 1943 году Арисменди основал политехническую школу
(в настоящее время — это Мондрагонский университет), демократически управляемый образовательный центр, открытый для всех молодых людей в регионе. Он создал школу, которая быстро расширялась на деньги, собранные у местных жителей на
улицах. Он сам много учил студентов. Школа играла ключевую роль в становлении и
развитии кооперативного движения, обучении и расширении возможностей горожан. В 1956 году
Арисменди и несколько выпускников школы создали первое кооперативное предприятие Улгор,
которое вскоре расширилось и диверсифицировалось, превратившись со временем в Фагор и
Мондрагонскую кооперативную корпорацию. Затем в 1959 году они
создали Каха Лаборал (Народный Сберегательный Банк), кредитный союз, который сделал финансовые
услуги доступными членам кооперативов а также предоставил начальное финансирование для новых
кооперативных предприятий.
Мондрагонская кооперативная корпорация является теперь седьмой по величине корпорацией в Испании.
Арисменди, который умер в 1976 году в Мондрагоне, почитается в своем городе и среди активистов
кооперативного движения во всем мире за то, что он показал, что кооперативы могут быть
эффективными предприятиями и преображать местные общины.
Арисменди писал: «Строить кооперативизм не значит делать противоположное капитализму, как если
бы эта система не имела никаких полезных функций (…) Кооперативизм должен превзойти его, и
для этой цели, должен усвоить его методы и динамизм».

## Галерея
| - Памятник Арисменди на территории Мондрагонского университета - Памятник Арисменди в Маркина-Хемейне |